# Амега
«Аме́га» (распространено написание «А-Мега») — российская музыкальная группа, основанная 28 июня 1998 года продюсером и композитором Андреем Грозным и продюсером Андреем Шлыковым. Исполняла гитарно-клавишную музыку, которая ближе к поп-музыке, нежели к року. Сами музыканты называли свой стиль «поп-рок» или «поп-гранж».
В 1999 году вышел первый альбом группы «Вверх. Часть 1». В 2000 году — второй альбом группы «Вверх. Часть 2».
Версия песни «Лететь» в исполнении Антона Беляева в 2018 году стала центральной темой фильма «Лёд».

## История
Коллектив был образован продюсером и композитором Андреем Грозным. Лидером группы должен был стать Алексей Романоф (Перепёлкин), который уже принимал участие в качестве бэк-вокалиста в записях проекта Андрея Грозного «Кристиан Рэй» и «МФ-3». Вторым фронтменом группы стал Олег Добрынин, который после окончания музыкального училища им. Гнесиных работал в фольклорном ансамбле Покровского. Третьей участницей группы стала Елена Перова — бывшая солистка группы «Лицей». Первым треком группы стала кавер-версия на песню группы «Блестящие» «Облака». Эта песня прозвучала впервые в эфире одной из радиостанций 8 марта 1998 года. Сами участники группы считают датой рождения коллектива 28 июня 1998 года, когда произошло их первое концертное выступление в Лужниках на Всемирных юношеских играх.
Название коллектива образовано из названий первой и последней букв греческого алфавита: альфы и омеги, — однако несоответствие такого написания нормам орфографии вызывало трудности у корректоров музыкальных журналов. В заглавном титре клипа на песню «Ноги», режиссёром которого является Роман Прыгунов, группа указана как «А-Мега». После выхода на экраны этого видеоклипа журналисты начали писать название группы через дефис, несмотря на недовольство продюсера.
Автором многих текстов песен группы является поэтесса Татьяна Иванова, аранжировщики проекта — продюсер и композитор Андрей Грозный и саунд-продюсер Сергей Харута. В «живых» выступлениях группы принимали участие сессионные музыканты Дмитрий Симонов (бас-гитара) и Сергей Кумин (гитара). В этом составе группа успешно гастролировала, а также приняла участие в рок-фестивале «Максидром» в 1999 году.
Творческий период группы попал на кризис 1998 года. Группа едва отрабатывала вложенные в неё деньги, музыканты получали очень низкую зарплату.
В мае 1999 года газета «Московский Комсомолец» опубликовала критическую заметку о дебютном альбоме группы:
Группы ["Амега" и "Лицей", из которого ушла Лена Перова] роднит ярко выраженная искусственность. Хотя скорее всего это не очень страшно, по крайней мере для тех, кто привык к музыкальному
фаст-фуду (таких, как известно, явное большинство). К сильным сторонам альбома можно отнести хиты. Их целых два - "Ноги" и "Лететь", и не знает о них только глухой. А расстраивает нависшая над пластинкой тень "Блестящих". У коллективов общие "родители", что, наверное, стало причиной появления совместно исполненной песни (кто не слышал - ничего не потерял) и римейка "блестящего" хита "Облака". Последний получился хиловатым, наверное, из-за того, что г-жа Перова и Ко не стали воспроизводить девичьи повизгивания, которые, безусловно, являются самой сильной стороной этой песни.
В 2000 году со скандалом из коллектива уходит Елена Перова, ссылаясь на то, что продюсеры игнорируют её вокальные способности при записи новых песен. В 2001 году выходит альбом «Вверх. Часть 2», получивший разнонаправленные отзывы. Из проекта в сольное творчество уходит Алексей Романоф, и деятельность группы временно приостанавливается.
В 2005 году продюсеры приняли решение о возрождении «Амеги». От первого состава остался только Олег Добрынин. Ненадолго вернулся Алексей Романоф, но за неделю до съёмок клипа на песню «Убегаю» неожиданно объявил о своём уходе; его заменил музыкант Максим Волков. Лену Перову в группе заменила Алиса Селезнёва. Клип снимали в Балаклавской бухте, неподалёку от горы Таврос и развалин средневековой генуэзской крепости Чембало. Первыми треками нового состава группы стали песни «Плачешь и молчишь» и обновлённая версия «Убегаю».
Весной 2008 года участники группы «Амега» начали заниматься своими сольными проектами. Максим Волков начал работать над собственным музыкальным проектом в стиле брит-рок — LondАйLand. Алиса Селезнёва с 2007 года параллельно с гастролями и работой в «Амеге» начинает вести утреннее «Апельсин-шоу» на «Русском радио». Олег Добрынин, не покидая коллектив, продолжает выступления в составе «Ансамбля Дмитрия Покровского».
В 2022 году состоялось воссоединение группы.

## Дискография
- 1999 — «Вверх. Часть 1.»
- 2000 — «Вверх. Часть 2.»

## Видеоклипы
| Год  | Название                               |
| ---- | -------------------------------------- |
| 1998 | «Новый год» (совместно с «Блестящими») |
| 1998 | «Ноги»                                 |
| 1999 | «Лететь»                               |
| 1999 | «Это была она»                         |
| 2000 | «Это была она» (remix)                 |
| 2000 | «Десант»                               |
| 2000 | «Я летая пою»                          |
| 2005 | «Убегаю»                               |